# Acacia lacertensis
Acacia lacertensis — вид квіткових рослин з родини бобових. Ареал: Австралія (Північна територія).

## Середовище
Росте вздовж струмків на піщаних ґрунтах.

## Біоморфологічна характеристика
Струнке дерево з відкритою кроною зазвичай досягає висоти близько 8 метрів. Цвіте з червня по липень, утворюючи жовті квіти. Він має міцні кутасті гілочки, голі з порошкоподібним білим нальотом. Філодії від 12,5 до 20 см завдовжки й від 1 до 2 мм ушир. Філодії мають два-три видатних тонких поздовжніх жилки, які розташовані на великій відстані. Квіткові колоски зустрічаються парами і знаходяться на пагонах, розташованих у верхніх пазухах. Колоски мають розміри від 4 до 5 см і нещільно заповнені золотисто-жовтими квітами. Прямі стручки мають довжину від 8 до 9 см і ширину близько 3,5 мм. Насіння облоїдної форми розташоване поздовжньо всередині стручків і має близько 4 мм в довжину і 2 мм в ширину.